# Maison Seguin de La Réole
La Maison Seguin est une immeuble particulier situé sur la commune de La Réole, dans le département de la Gironde, en France.

## Localisation
Le bâtiment est située au cœur de la vieille ville, au numéro 7 de la rue Maurice-Moussillac.

## Historique
Des éléments architecturaux ont été retrouvés en 1993 et identifiés comme étant les vestiges de la maison Seguin, étudiée en 1861 par Léo Drouyn. Sa construction daterait de la fin du XIIe siècle ou du début du XIIIe. À part la petite baie du premier étage à droite, l'extérieur du bâtiment ne révèle aucun élément de valeur historique.

L'édifice est inscrit au titre des monuments historiques par arrêté du 7 novembre 2002 en totalité.

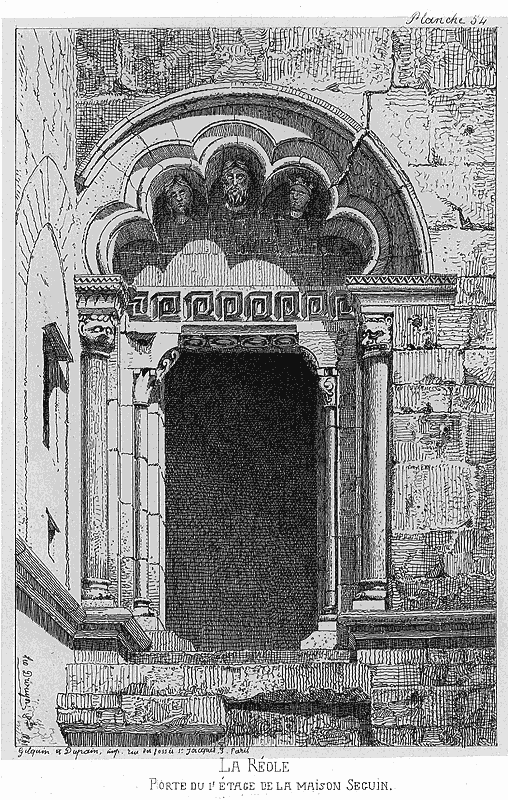
Porte du premier étage
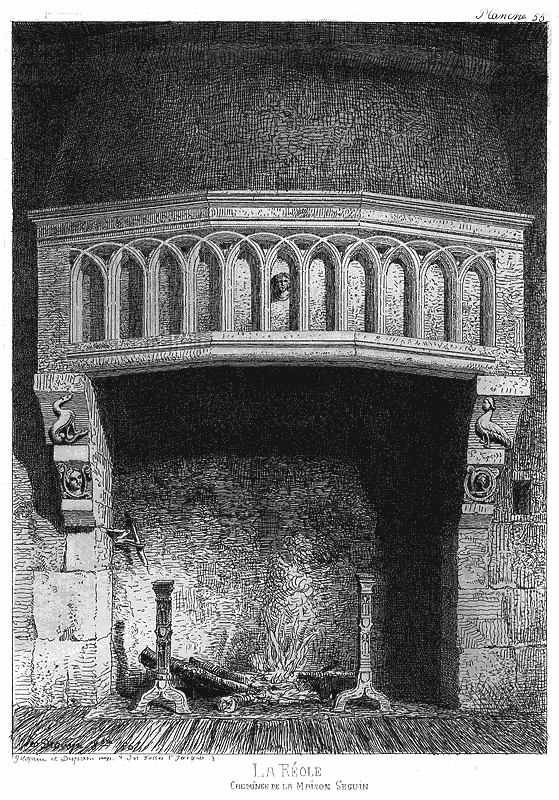
Cheminée
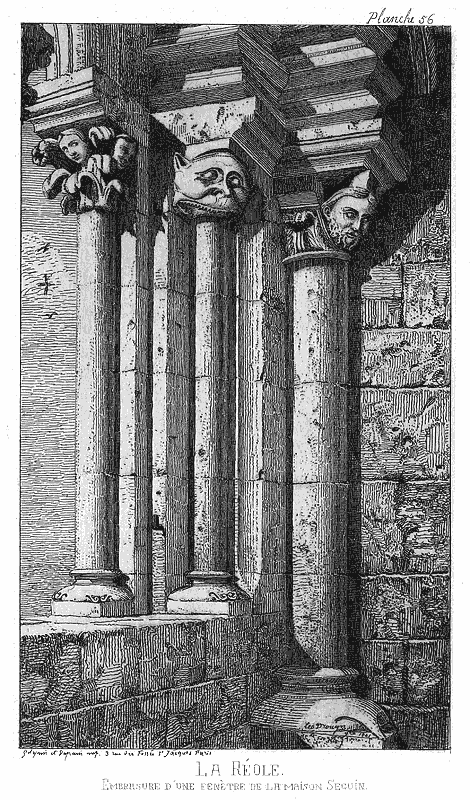
Embrasure d'une fenêtre